# Coelichneumon punctifer
Coelichneumon punctifer är en stekelart som beskrevs av Heinrich 1961. Coelichneumon punctifer ingår i släktet Coelichneumon och familjen brokparasitsteklar. Inga underarter finns listade i Catalogue of Life.